# Bill Denton
William Thomas Denton, detto Bill (Collinsville, 1º febbraio 1911 – Washington, 8 marzo 1946), è stato un ginnasta statunitense, vincitore della medaglia d'argento agli anelli ai Giochi olimpici di Los Angeles 1932, dietro solo al connazionale George Gulack.
Nello stesso anno, e sullo stesso attrezzo, si laureò campione statunitense.
Nel 1963 venne introdotto nella Hall of fame della ginnastica statunitense, per 44 anni, fino ai Giochi di Montréal 1976, Denton e Gulack rimasero gli unici ginnasti statunitensi capaci di vincere una medaglia olimpica individuale.

## Palmarès
- Giochi olimpici

Los Angeles 1932: argento negli anelli.